# Campionati del mondo di ciclismo su strada - Corsa in linea femminile Under-23
La gara in linea femminile Under-23 è una delle prove disputate durante i campionati del mondo di ciclismo su strada. 

## Storia
Il titolo, analogo del maschile inaugurato nel 1996 e nato per garantire la parità di genere nella manifestazione, è l'ultimo nato nella storia dell'evento ed è stato assegnato per la prima volta nell'edizione 2022 a Wollongong. Esso però non prevede una gara a sé, ma è stabilito sulla base della classifica della gara delle Elite decretando campionessa del mondo la miglior Under 23 piazzata. L'Unione Ciclistica Internazionale ha deciso di organizzare una gara specifica per la categoria non prima dell'edizione 2025.

## Albo d'oro
Aggiornato all'edizione 2024.
| Anno | Vincitrice         | Seconda            | Terza               |
| ---- | ------------------ | ------------------ | ------------------- |
| 2022 | Niamh Fisher Black | Pfeiffer Georgi    | Ricarda Bauernfeind |
| 2023 | Kata Blanka Vas    | Shirin van Anrooij | Anna Shackley       |
| 2024 | Puck Pieterse      | Neve Bradbury      | Antonia Niedermaier |

## Medagliere
| Pos. | Nazione       | Oro | Argento | Bronzo | Totale |
| ---- | ------------- | --- | ------- | ------ | ------ |
| 1    | Paesi Bassi   | 1   | 1       | 0      | 2      |
| 2    | Nuova Zelanda | 1   | 0       | 0      | 1      |
| 2    | Ungheria      | 1   | 0       | 0      | 1      |
| 4    | Regno Unito   | 0   | 1       | 1      | 2      |
| 5    | Australia     | 0   | 1       | 0      | 1      |
| 6    | Germania      | 0   | 0       | 2      | 2      |